# 白井沙樹
白井 沙樹（しらい さき、2000年9月28日 - ）は、日本の元アイドルでさくら学院の元メンバー。第11代にいがた観光親善大使（2020年 - 2021年）

## 経歴
新潟県新潟市出身。2013年5月5日、山出愛子と共にさくら学院に転入（加入）した。2016年3月末、さくら学院卒業と共に芸能活動を引退した。2020年には第11代にいがた観光親善大使に就任し、同職を1年間務めた。